# Summa technologiae
Summa technologiae è una delle prime raccolte di saggi filosofici dello scrittore polacco Stanisław Lem (nel 1964 la prima edizione, nel 1967 la seconda). Il libro mette in risalto le profonde doti intuitive e l'ironia tipica delle opere di Lem. Il titolo, per esempio, è un'allusione alla Summa Theologiae di Tommaso d'Aquino.
Citando l'autore, l'opera tenta di "esaminare le spine delle rose non ancora fiorite” – in altre parole, di occuparsi dei problemi del remoto (anche se in alcuni casi, non così remoto) futuro. La questione primaria affrontata da Lem è il problema di una civilizzazione priva di limitazioni, che siano di genere tecnologico o materiale. Inoltre, il libro osserva le conseguenze etiche, morali e filosofiche scaturite dallo sviluppo delle tecnologie future.
Nonostante la data e le inaccuratezze su alcune materie affrontate (matematica, biologia e sociologia, per esempio), Summa sembra non aver perso rilevanza in questi ultimi anni. Sorprendentemente, alcuni dei temi discussi nel libro appaiono più attuali oggi che 40 anni fa. Ai suoi tempi, la maggior parte dei concetti discussi da Lem appartenevano esclusivamente al reame della fantascienza, mentre oggi, fenomeni come realtà virtuale, nanotecnologia, intelligenza artificiale e singolarità tecnologica acquistano importanza sempre di più.
Il libro è stato tradotto integralmente in inglese da Joanna Zylinska nel 2013, e in italiano da Luigi Marinelli nel 2023. il capitolo I "Dilemmi" e frammenti dei capitoli II "Due Evoluzioni", IV "Intellettronica" e VIII " Parodia sull'Evoluzione " sono stati tradotti da Frank Prengel e sono disponibili online

## Contenuti
Il libro è diviso in otto capitoli, ognuno dei quali è dedicato a improbabili implicazioni di certi concetti:
1. Dilemmi
Lem inizia presentando la sua visione del futuro e descrivendo cosa lo ha portato a scrivere il libro.
2. Due evoluzioni
Questo capitolo mostra le similarità tra diversi tipi d'evoluzione (biologica, tecnologica e sociale).
3. Civilizzazioni spaziali
Una panoramica sugli sforzi del progetto SETI(ai tempi di Lem). Sono spiegate delle teorie, insieme a una solida porzione di critiche ad esse.
4. Intellettronica
Una parola coniata da Lem per speculare sul tema oggi noto come Intelligenza artificiale: Verrà il giorno in cui l'intelligenza delle macchine rivaleggerà con o sorpasserà quella umana. Inoltre, i problemi che l'umanità dovrà affrontare potrebbero trascendere le capacità intellettuali dei ricercatori in carne ed ossa. Cosa dovremmo aspettarci (o di cosa dovremmo aver timore) in questa concezione del futuro?
5. Introduzioni all'Onnipotenza
L'evoluzione tecnologica ci fa acquisire sempre più abilità, tanto che, a un certo punto nel futuro, potremmo diventar capaci di far qualsiasi cosa! Oppure no?
6. Fantomologia
Un altro termine inventato da Lem. La percezione umana è limitata dalla biologia—si potrebbe quindi tralasciare l'obiettivo dell'onnipotenza reale, per ottenerne una che la mimi, che la imiti? Anche in questo caso, Lem scopre molti problemi sorprendenti. Nota che la ‘fantomologia’ di Lem è meglio conosciuta oggi come realtà virtuale.
7. Creazione di Mondi
È possibile, invece di far minuziosa ricerca, far “crescere” nuova informazione da quella che già attraverso una "computazione" automatica? Con questa domanda, Lem introduce il tema della creazione di interi nuovi Universi, e della costruzione di (perché no) paradiso/inferno/aldilà.
8. Parodia sull'Evoluzione
L'evoluzione biologica non ha fatto proprio un bel lavoro nel creare umani e animali. Gli ingegneri possono fare di meglio?

## Edizioni
- Lem, Stanislaw. Сумма Технологии (traslitterazione: Summa Technologii), Mir[2], 1968, USSR,
- Lem, Stanislaw. Summa Technologiae, University of Minnesota Press, Minneapolis-London, 2013, ISBN 978-0816675760.